# Valeriana aretioides
Valeriana aretioides là một loài thực vật thuộc họ Valerianaceae. Đây là loài đặc hữu của Ecuador. 
```
Môi trường sống tự nhiên của chúng là 
đồng cỏ
 ở cao nhiệt đới hoặc cận nhiệt đới.
```